# カーマは気まぐれ
「カーマは気まぐれ」（カーマはきまぐれ、Karma Chameleon）は、イギリスのバンド、カルチャー・クラブの曲である。1983年のアルバム『カラー・バイ・ナンバーズ』から2枚目の先行シングルとしてリリースされた。

## 概要
ビルボードホット100で1984年に3週連続1位に輝き、バンド最大のヒットと同時に唯一のアメリカでの1位曲となった。また、世界中の16ヵ国で1位を獲得した。彼らの母国イギリスでは2曲目のトップ獲得シングルである。
2006年にQ誌のクラシック・ソング・アワードを獲得した。
日本語では、後年のコンピレーション・アルバムなどで「カーマ・カメレオン」という曲名で言及される例がある。

## ミュージック・ビデオ
「カーマは気まぐれ」のビデオは、字幕によると1870年のミシシッピ州を舞台にしている。
川辺のカラフルな衣装を着た人々の中に赤・金・緑の衣装をまとったダンサー達。ボーイ・ジョージはさらにカラフルで派手な衣装を着て歌っている。人々の間をスリがうろつき、仕事をする。到着した船「カメレオン号」に人々は乗船する。船内ではトランプが始まるが、窓の外でボーイ・ジョージはまだ歌っている。スリは捕まり、船尾に伸ばされた板から落とされる。
ビデオを通じて、黒人と白人が一緒に歌う描写がされている。このビデオは1983年の夏にウェイブリッジのデスプラ島で撮影されたものである。

## 各国でのチャート順位
| 国                       | 最高順位 |
| ------------------------ | -------- |
| オーストラリア           | 1        |
| オーストリア             | 3        |
| ベルギー                 | 1        |
| カナダ                   | 1        |
| デンマーク               | 1        |
| ドイツ                   | 2        |
| アイルランド             | 1        |
| イタリア                 | 4        |
| オランダ                 | 1        |
| ニュージーランド         | 1        |
| ノルウェー               | 1        |
| スウェーデン             | 1        |
| スイス                   | 1        |
| イギリス                 | 1        |
| アメリカ                 | 1        |
| 日本（オリコンチャート） | 26       |